# De Rotterdam
De Rotterdam is een gebouw op de Wilhelminapier in Rotterdam ontworpen door het Office for Metropolitan Architecture (OMA) en ontwikkeld door MAB Development en Edge (voormalig OVG Real Estate). Het complex staat tussen de Toren op Zuid en Cruise Terminal Rotterdam en is eind 2013 voltooid; op 21 november 2013 ontving de grootste gebruiker, de gemeente Rotterdam, de sleutel. Het ontwerp biedt ruimte aan kantoren, een hotel en appartementen. De 44 verdiepingen hebben een totaaloppervlak van circa 160 000 m².

## Realisering
Het gebouw werd reeds in 1997 voor OMA ontworpen door Rem Koolhaas, Ellen van Loon en Reinier de Graaf. De bouw begon pas in 2009, toen de gemeente zich verplichtte tot de huur van 25 000 m² aan kantoorruimte. Het hoogste punt, 149 meter, is eind 2012 bereikt en op 15 november 2013 was het gebouw volgens planning opleveringsklaar. De totale kosten werden in 2009, bij het begin van de bouw, op 340 miljoen euro geschat.
Begin 2015 verwierf Rabobank het gehele complex. In juni 2016 werd De Rotterdam voor een nog onbekend bedrag verkocht aan een consortium van Koreaanse beleggers.

## Uiterlijk en constructie
Het gebouw bestaat uit drie onderling verbonden torens op een gezamenlijke sokkel van dertig meter hoog die zes etages omvat. De onderste twee bouwlagen vormen een grotendeels glazen plint. De torens, aangeduid als West Tower, Mid Tower en East Tower, verspringen op circa 90 meter boven het maaiveld enkele meters in verschillende richtingen, wat de windstabiliteit ten goede komt en terrassen oplevert. In het oorspronkelijke ontwerp raakten de torens elkaar net niet, maar om het krachtenspel te vereenvoudigen en de constructie betaalbaar te houden zijn ze op enkele plaatsen verbonden.
De gevel biedt de mogelijkheid van natuurlijk ventileren. Aan de westgevel zijn er balkons die vanuit de appartementen bereikbaar zijn.

## Gebruik
De Rotterdam is bedoeld om te wonen, te werken en te ontspannen. Het grootste deel is bestemd voor gebruik als kantoorruimte en woontoren. Het heeft 240 appartementen, 72.000 m² aan kantoren, conferentieruimten en een ondergrondse parkeergarage van twee bouwlagen met ruim 670 parkeerplaatsen. Voorts is er het hotel nhow Rotterdam met 285 kamers; voor cafés en restaurants is 1500 m² beschikbaar. Voor fitnessmogelijkheden is 2.500 m² gereserveerd en voor winkels 5000 m². De functies zijn in blokken gegroepeerd, maar de verschillende gebruikersgroepen ontmoeten elkaar op verschillende plaatsen in het gebouw, een concept dat door het OMA omschreven wordt als verticale stad. De Rotterdam zal dagelijks door zo’n 5.000 mensen gebruikt worden en met een FSI (floor space index) van 32 vormde het nieuwe complex het dichtst bebouwde stukje Nederland.

## Afbeeldingen
- (en) Interview Rem Koolhaas over het ontwerp van De Rotterdam

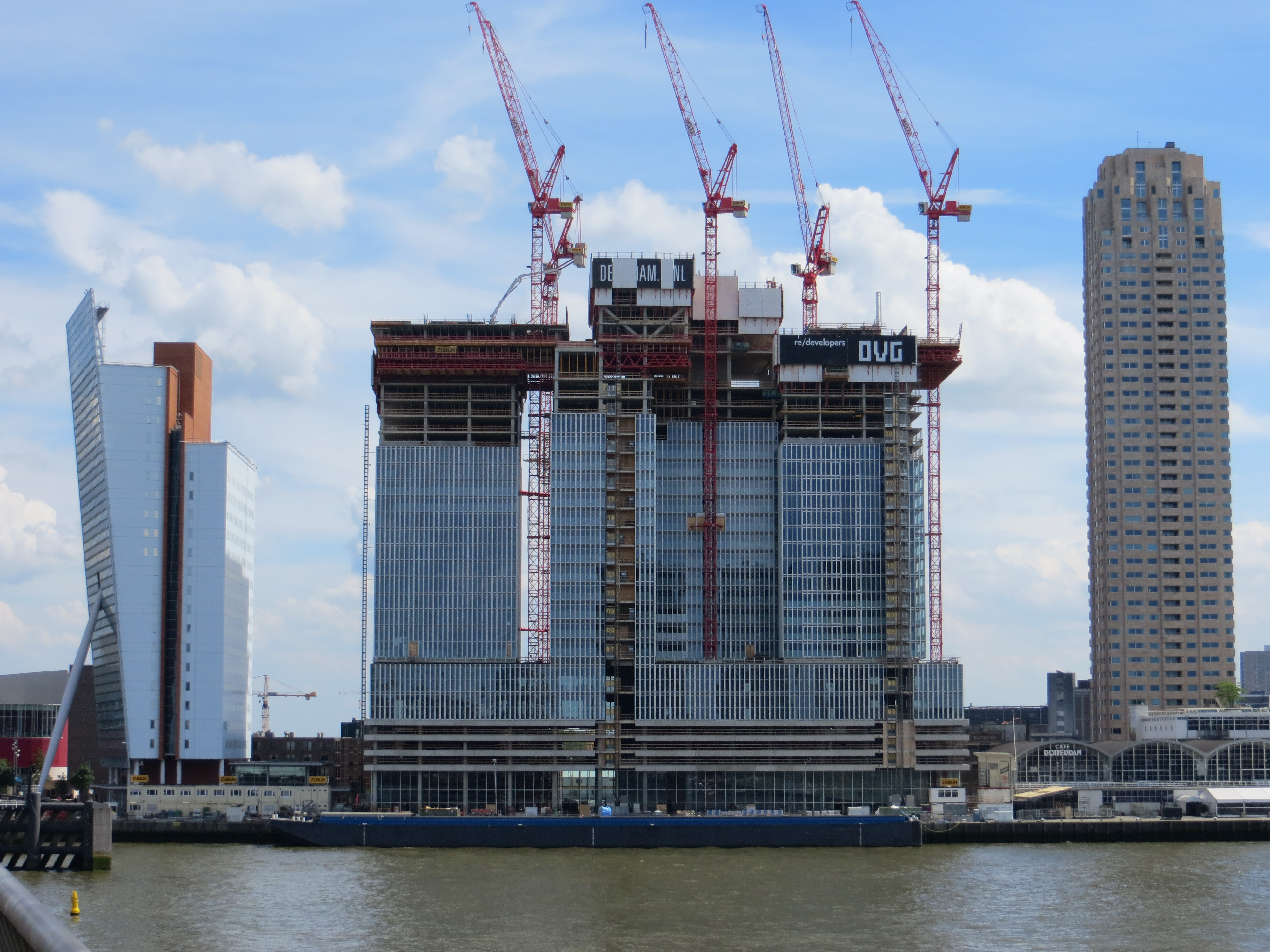
Juni 2012: De Rotterdam in aanbouw, gezien vanaf de Erasmusbrug. Links de Toren op Zuid, rechts gebouw New Orleans. De laagbouw rechtsvoor is de Cruise Terminal Rotterdam
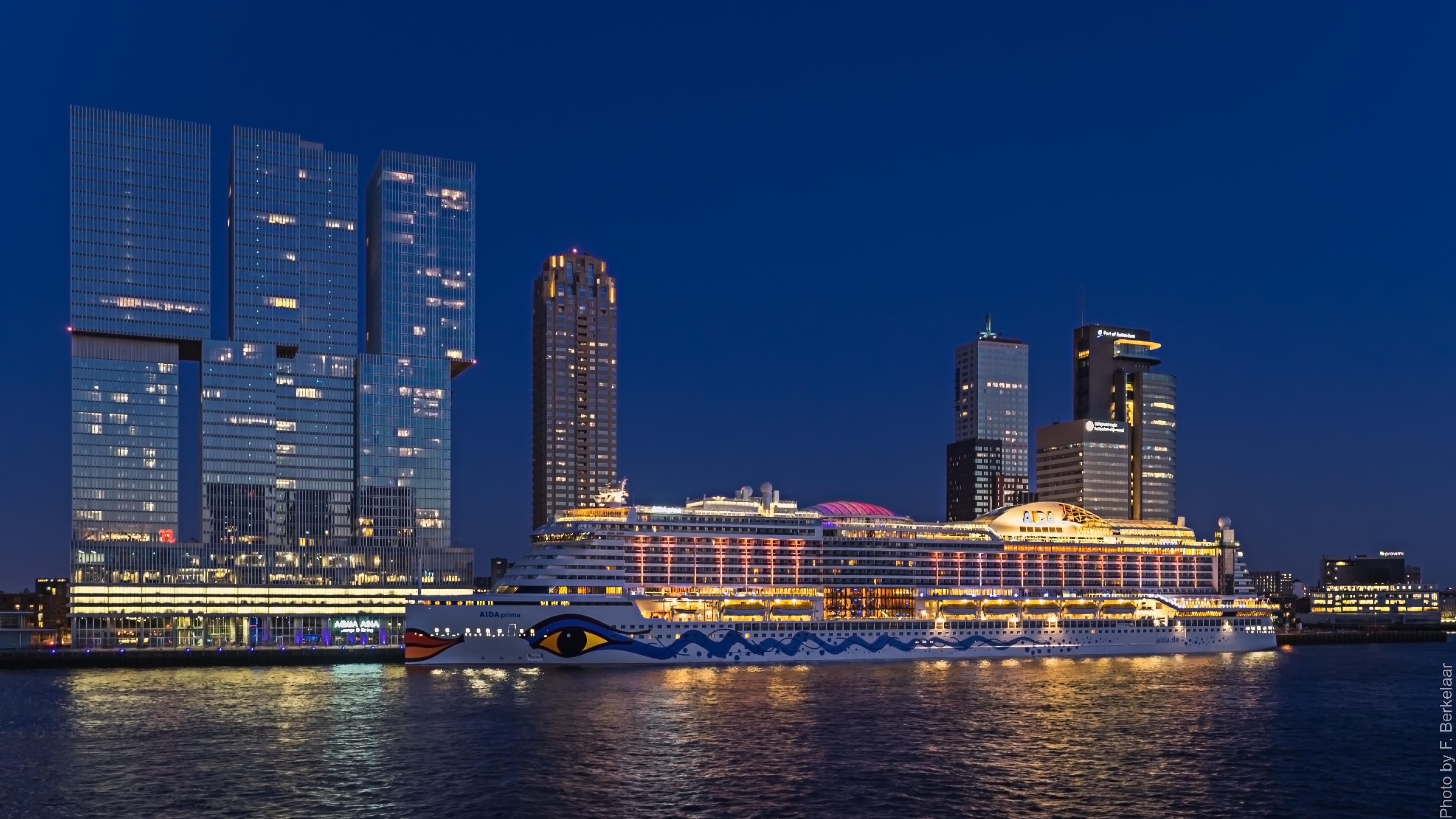
De AIDAprima voor de Wilhelminakade met links De Rotterdam
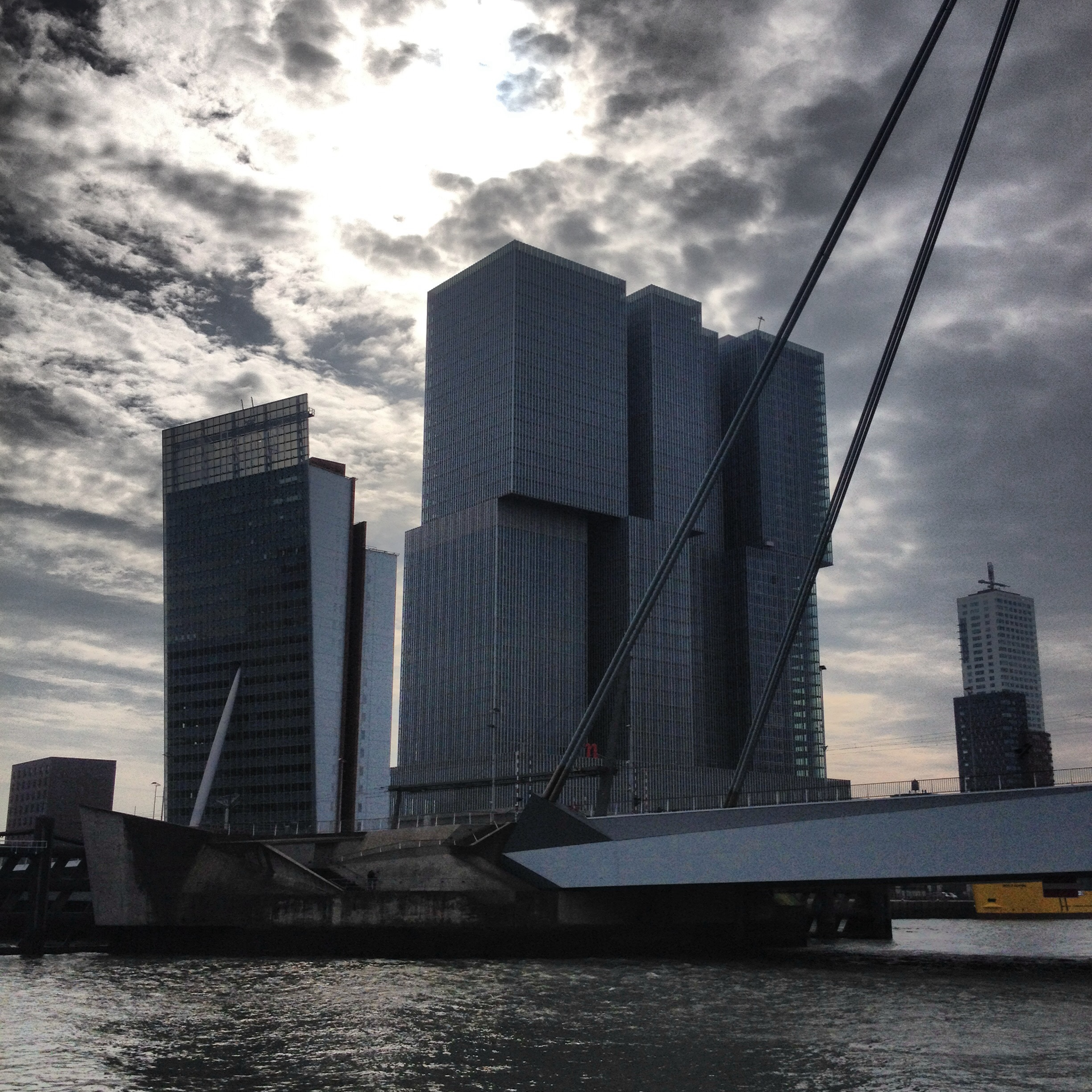
De Rotterdam gezien vanaf de Nieuwe Maas, met rechts de Erasmusbrug.
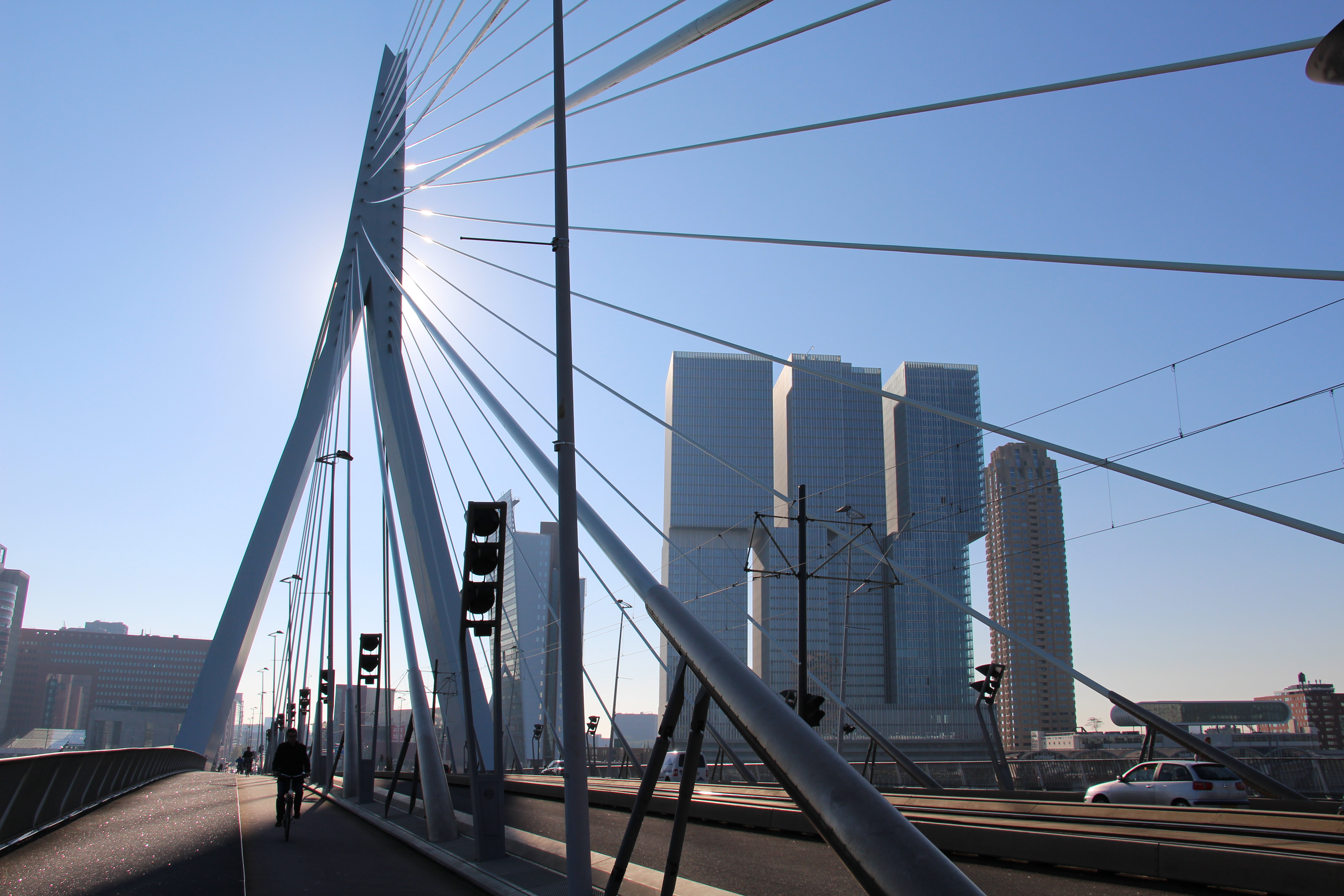
De Rotterdam gezien vanaf de Erasmusbrug
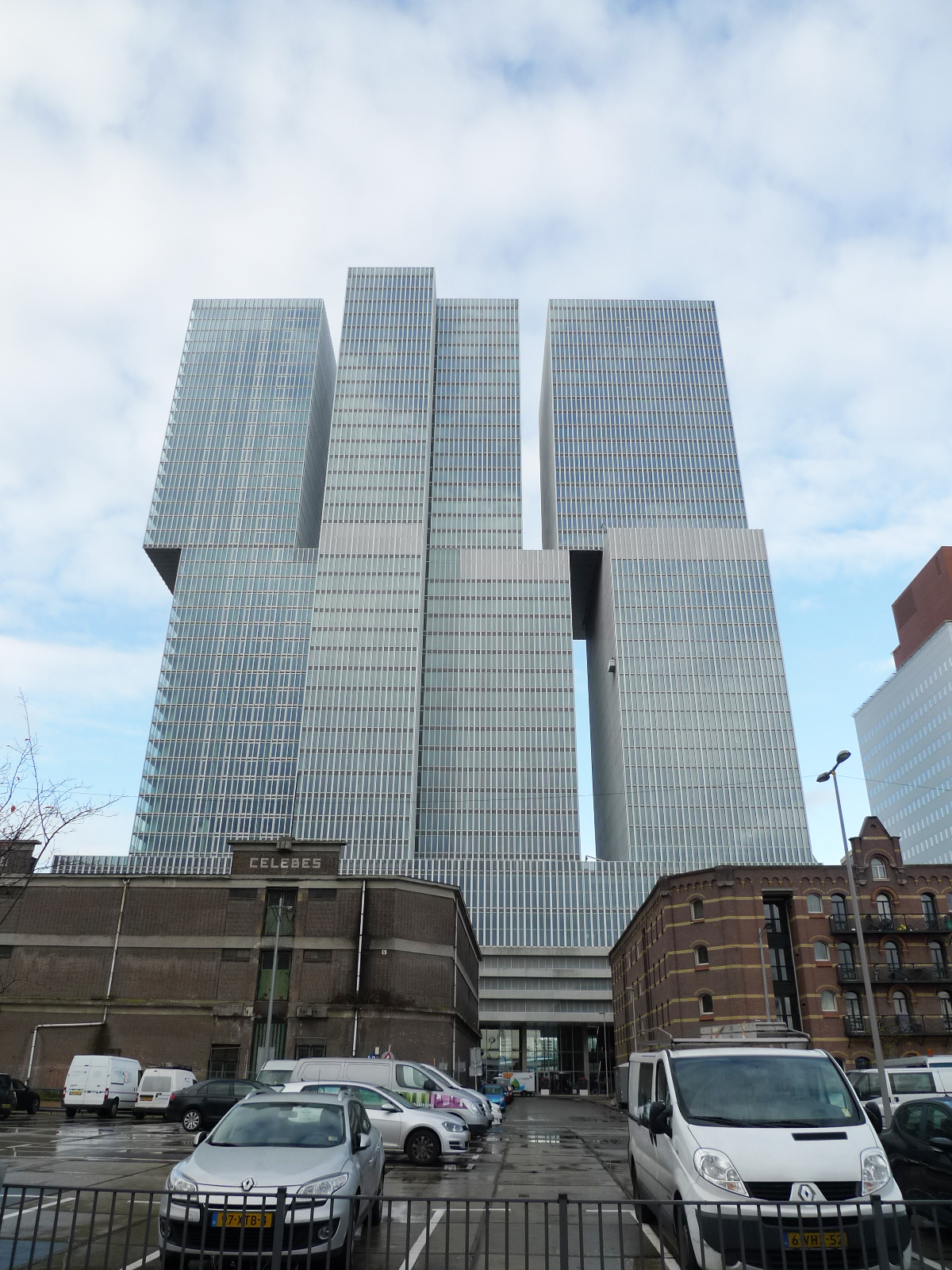
De Rotterdam gezien vanaf de achterkant
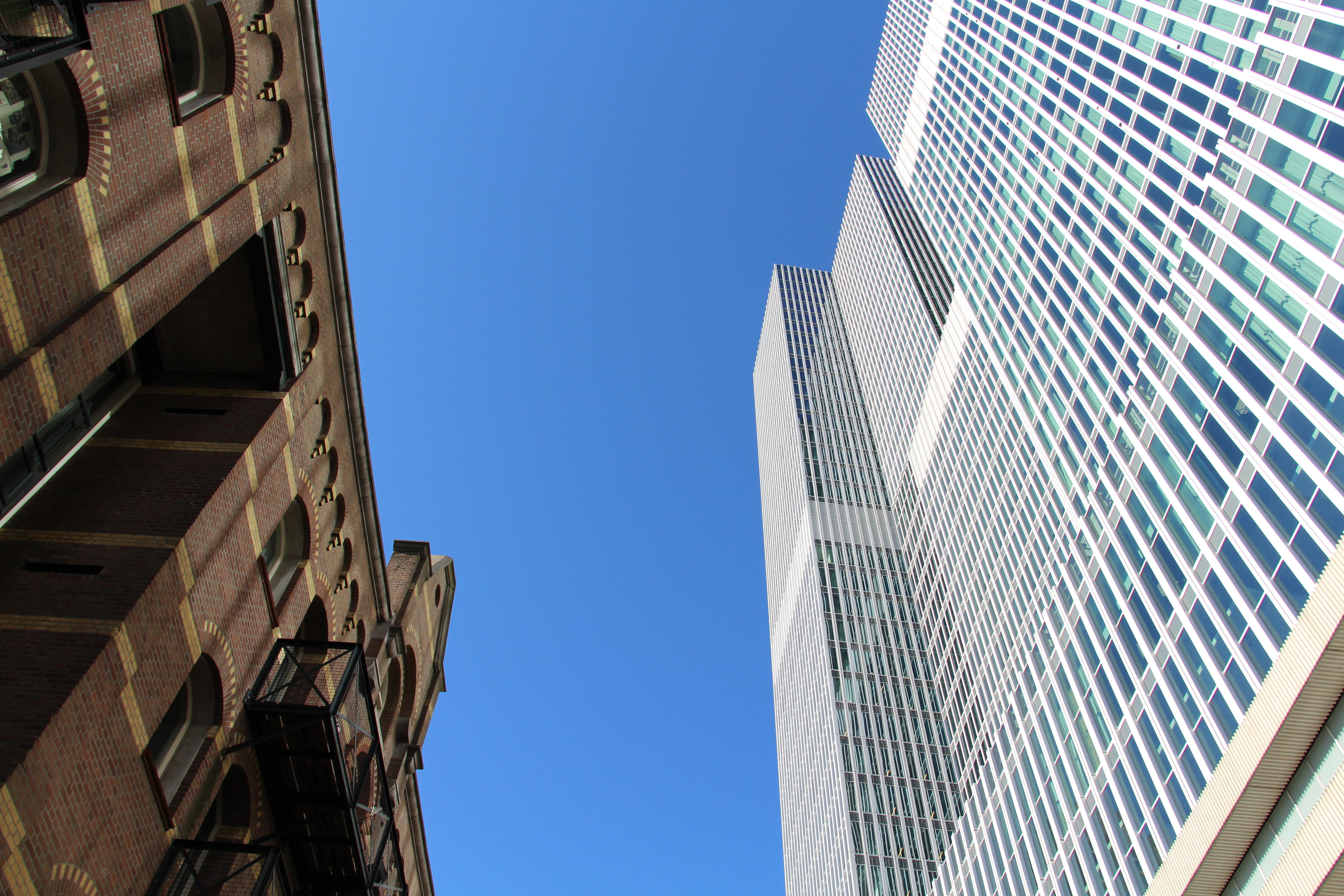
Pakhuismeesteren en De Rotterdam
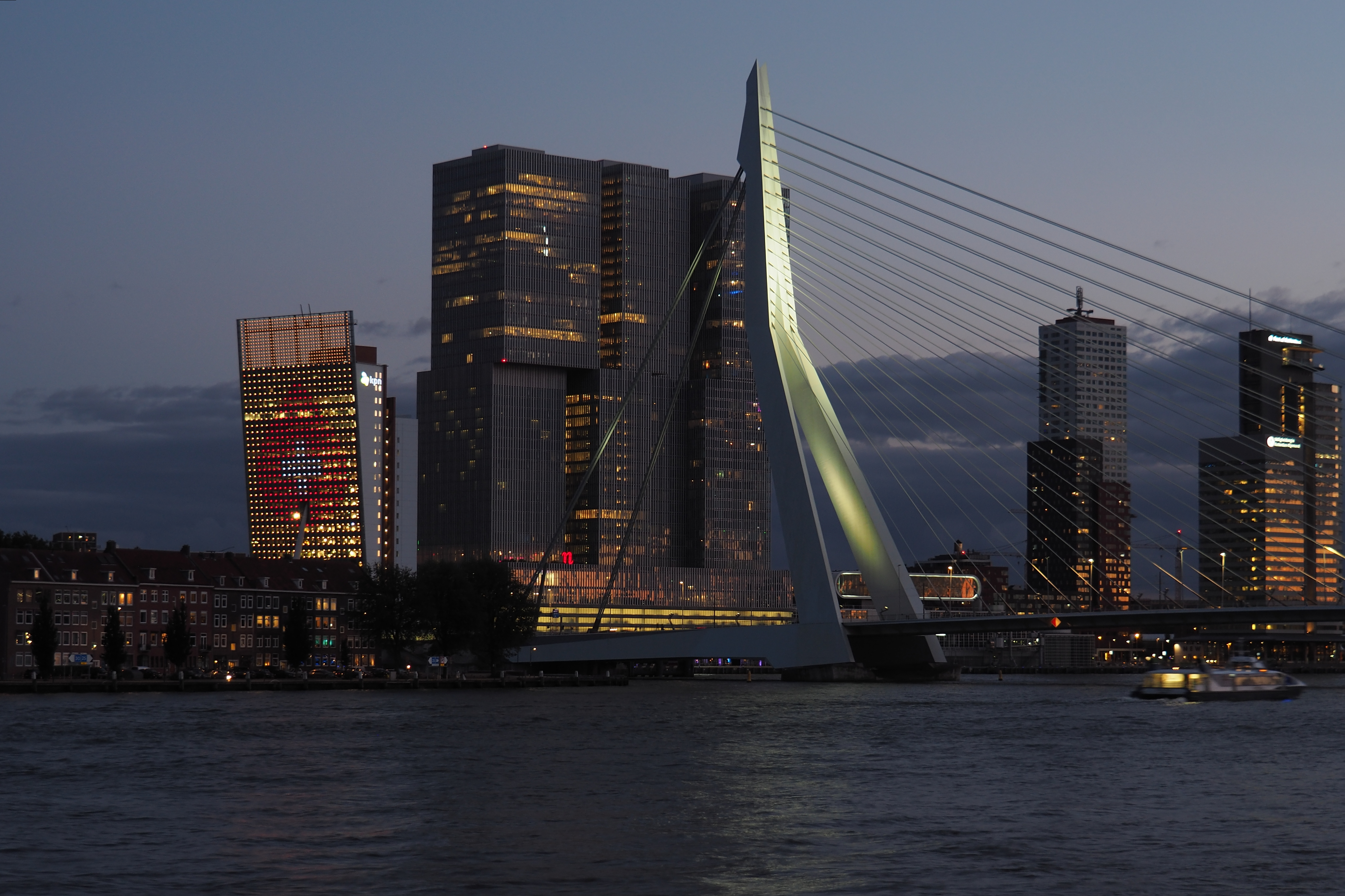
Avondopname van de Erasmusbrug met De Rotterdam

## Trivia
- Over de bouw van De Rotterdam verscheen in 2013 het fotoboek 'Building The Rotterdam. Building A Vertical City'. Designed by OMA/Rem Koolhaas. Photographs Ruud Sies, met een essay van Marcel Möring; uitgave gepresenteerd bij de oplevering van het gebouw op 21 november 2013.  Uitgeverij Lecturis, Eindhoven, ISBN 9789462260252, 224 ongenummerde pagina's. Het fotoboek documenteert met overwegend zwart-witfoto's in vier hoofdstukken de vier bouwjaren.[13]